# Waterpolo op de Olympische Zomerspelen 2024 – vrouwen
Het waterpolotoernooi voor vrouwen tijdens de Olympische Zomerspelen 2024 in Parijs begon op 27 juli en eindigde op 10 augustus 2024. Tien landenteams namen deel aan deze zevende editie van het vrouwentoernooi, dat sinds 2000 wordt georganiseerd.
De deelnemende teams waren over twee groepen van vijf, waarin een halve competitie werd gespeeld. Aan het einde van de groepsfase plaatsten de nummers één tot en met vier van elke groep zich voor de kwartfinales; de winnaars van de vier kwartfinales gingen door naar de halve finales. De winnaars van de halve finales plaatsten zich voor de finale, terwijl de verliezers een wedstrijd speelden om de bronzen medaille.

## Competitieschema
Het vrouwentoernooi begint op 27 juli 2024.
| GF | Groepsfase | ¼ | Kwartfinale | ½ | Halve finale | T | Troostfinale | F | Finale |

| Datum →     | 27 | 28 | 29 | 30 | 31 | 1 | 2  | 3 | 4  | 5 | 6 | 7 | 8 | 9 | 9 | 10 | 10 | 11 | 11 |
| Onderdeel ↓ | 27 | 28 | 29 | 30 | 31 | 1 | 2  | 3 | 4  | 5 | 6 | 7 | 8 | 9 | 9 | 10 | 10 | 11 | 11 |
| ----------- | -- | -- | -- | -- | -- | - | -- | - | -- | - | - | - | - | - | - | -- | -- | -- | -- |
| Vrouwen     | GF |    | GF |    | GF |   | GF |   | GF |   | ¼ |   | ½ |   |   | T  | F  |    |    |

## Kwalificatie
| Toernooi                          | Datum                         | Locatie   | Plaatsen | Gekwalificeerd   |
| --------------------------------- | ----------------------------- | --------- | -------- | ---------------- |
| Gastland                          | 13 september 2017             | –         | 1        | Frankrijk        |
| Wereldkampioenschap 2023          | 16 – 29 juli 2023             | Fukuoka   | 2        | Nederland Spanje |
| Aziatische Spelen 2022            | 23 september – 8 oktober 2023 | Hangzhou  | 1        | China            |
| Kwalificatietoernooi Oceanië 2023 | 11 – 12 augustus 2023         | Auckland  | 1        | Australië        |
| Pan-Amerikaanse Spelen 2023       | 22 – 28 oktober 2023          | Santiago  | 1        | Verenigde Staten |
| Europees kampioenschap 2024       | 3 – 16 januari 2024           | Eindhoven | 1        | Griekenland      |
| Wereldkampioenschap 2024          | 2 – 18 februari 2024          | Doha      | 2        | Hongarije Italië |
| Wereldkampioenschap 2024          | 2 – 18 februari 2024          | Doha      | 1        | Zuid-Afrika      |
| Wereldkampioenschap 2024          | 2 – 18 februari 2024          | Doha      | 1        | Canada           |
| Totaal                            |                               |           | 10       |                  |

1. ↑  Na afloop van het WK 2024 trok Zuid-Afrika zich terug uit het Olympisch waterpolotoernooi. De vacante plaats werd toegewezen aan het beste ongeplaatste team, te weten Canada.

## Groepsfase
Alle tijden zijn lokaal (UTC+2).

### Groep A
| Pos | Team      | Wed | W | WNS | VNS | V | GV | GT | GS  | Ptn | Kwalificatie |
| --- | --------- | --- | - | --- | --- | - | -- | -- | --- | --- | ------------ |
| 1   | Australië | 4   | 2 | 2   | 0   | 0 | 33 | 28 | +5  | 10  | Kwartfinales |
| 2   | Nederland | 4   | 3 | 0   | 1   | 0 | 52 | 37 | +15 | 10  | Kwartfinales |
| 3   | Hongarije | 4   | 2 | 0   | 1   | 1 | 46 | 37 | +9  | 7   | Kwartfinales |
| 4   | Canada    | 4   | 1 | 0   | 0   | 3 | 37 | 49 | −12 | 3   | Kwartfinales |
| 5   | China     | 4   | 0 | 0   | 0   | 4 | 34 | 51 | −17 | 0   |              |

| 27 juli 2024 14:00 | verslag | Nederland                              | 10–8  | Hongarije | Centre aquatique olympique, Parijs Scheidsrechters: Alessia Ferrari (ITA), Sébastien Dervieux (FRA) |
| 27 juli 2024 14:00 | verslag | Scores in periodes: 4–2, 0–1, 4–5, 2–0 |       |           | Centre aquatique olympique, Parijs Scheidsrechters: Alessia Ferrari (ITA), Sébastien Dervieux (FRA) |
| 27 juli 2024 14:00 | verslag | B. Rogge 3                             | Goals | Vályi 3   | Centre aquatique olympique, Parijs Scheidsrechters: Alessia Ferrari (ITA), Sébastien Dervieux (FRA) |

| 27 juli 2024 20:05 | verslag | Australië                              | 7–5   | China     | Centre aquatique olympique, Parijs Scheidsrechters: Jennifer McCall (USA), Aurélie Blanchard (FRA) |
| 27 juli 2024 20:05 | verslag | Scores in periodes: 3–2, 2–1, 0–0, 2–2 |       |           | Centre aquatique olympique, Parijs Scheidsrechters: Jennifer McCall (USA), Aurélie Blanchard (FRA) |
| 27 juli 2024 20:05 | verslag | Andrews 3                              | Goals | Wang H. 2 | Centre aquatique olympique, Parijs Scheidsrechters: Jennifer McCall (USA), Aurélie Blanchard (FRA) |

| 29 juli 2024 18:30 | verslag | China                                  | 11–15 | Nederland                | Centre aquatique olympique, Parijs Scheidsrechters: Alessia Ferrari (ITA), Chisato Kurosaki (JPN) |
| 29 juli 2024 18:30 | verslag | Scores in periodes: 4–1, 4–4, 1–5, 2–5 |       |                          | Centre aquatique olympique, Parijs Scheidsrechters: Alessia Ferrari (ITA), Chisato Kurosaki (JPN) |
| 29 juli 2024 18:30 | verslag | drie spelers 2                         | Goals | Keuning, Van der Sloot 3 | Centre aquatique olympique, Parijs Scheidsrechters: Alessia Ferrari (ITA), Chisato Kurosaki (JPN) |

| 29 juli 2024 20:05 | verslag | Hongarije                              | 12–7  | Canada         | Centre aquatique olympique, Parijs Scheidsrechters: Natalia Markopoulou (GRE), Marta Cabañas (ESP) |
| 29 juli 2024 20:05 | verslag | Scores in periodes: 4–1, 3–3, 1–1, 4–2 |       |                | Centre aquatique olympique, Parijs Scheidsrechters: Natalia Markopoulou (GRE), Marta Cabañas (ESP) |
| 29 juli 2024 20:05 | verslag | Gurisatti, Keszthelyi 3                | Goals | drie spelers 2 | Centre aquatique olympique, Parijs Scheidsrechters: Natalia Markopoulou (GRE), Marta Cabañas (ESP) |

| 31 juli 2024 14:00 | verslag | Nederland                                         | 14–15 | Australië         | Centre aquatique olympique, Parijs Scheidsrechters: Jennifer McCall (USA), Natalia Markopoulou (GRE) |
| 31 juli 2024 14:00 | verslag | Scores in periodes: 3–1, 1–2, 1–3, 2–1 . PSO: 7–8 |       |                   | Centre aquatique olympique, Parijs Scheidsrechters: Jennifer McCall (USA), Natalia Markopoulou (GRE) |
| 31 juli 2024 14:00 | verslag | Van de Kraats, Van der Sloot 2                    | Goals | Green, Williams 2 | Centre aquatique olympique, Parijs Scheidsrechters: Jennifer McCall (USA), Natalia Markopoulou (GRE) |

| 31 juli 2024 15:35 | verslag | Canada                                 | 12–7  | China  | Centre aquatique olympique, Parijs Scheidsrechters: Boris Margeta (SLO), Frank Ohme (GER) |
| 31 juli 2024 15:35 | verslag | Scores in periodes: 4–0, 1–3, 4–1, 3–3 |       |        | Centre aquatique olympique, Parijs Scheidsrechters: Boris Margeta (SLO), Frank Ohme (GER) |
| 31 juli 2024 15:35 | verslag | vier spelers 2                         | Goals | Deng 3 | Centre aquatique olympique, Parijs Scheidsrechters: Boris Margeta (SLO), Frank Ohme (GER) |

| 2 augustus 2024 14:00 | verslag | Australië                              | 10–7  | Canada   | Centre aquatique olympique, Parijs Scheidsrechters: Alessia Ferrari (ITA), Georgios Stavridis (GRE) |
| 2 augustus 2024 14:00 | verslag | Scores in periodes: 1–1, 3–1, 5–2, 1–3 |       |          | Centre aquatique olympique, Parijs Scheidsrechters: Alessia Ferrari (ITA), Georgios Stavridis (GRE) |
| 2 augustus 2024 14:00 | verslag | Halligan, Williams 3                   | Goals | Wright 3 | Centre aquatique olympique, Parijs Scheidsrechters: Alessia Ferrari (ITA), Georgios Stavridis (GRE) |

| 2 augustus 2024 20:05 | verslag | China                                  | 11–17 | Hongarije    | Centre aquatique olympique, Parijs Scheidsrechters: Marta Cabañas (ESP), Aurélie Blanchard (FRA) |
| 2 augustus 2024 20:05 | verslag | Scores in periodes: 4–3, 3–5, 2–4, 2–5 |       |              | Centre aquatique olympique, Parijs Scheidsrechters: Marta Cabañas (ESP), Aurélie Blanchard (FRA) |
| 2 augustus 2024 20:05 | verslag | Deng, Lu 3                             | Goals | Keszthelyi 7 | Centre aquatique olympique, Parijs Scheidsrechters: Marta Cabañas (ESP), Aurélie Blanchard (FRA) |

| 4 augustus 2024 14:00 | verslag | Hongarije                                         | 12–14 | Australië  | Centre aquatique olympique, Parijs Scheidsrechters: Marta Cabañas (ESP), Adrian Alexandrescu (ROU) |
| 4 augustus 2024 14:00 | verslag | Scores in periodes: 1–1, 2–2, 2–3, 4–3 . PSO: 3–5 |       |            | Centre aquatique olympique, Parijs Scheidsrechters: Marta Cabañas (ESP), Adrian Alexandrescu (ROU) |
| 4 augustus 2024 14:00 | verslag | Keszthelyi, Szilágyi 2                            | Goals | Williams 4 | Centre aquatique olympique, Parijs Scheidsrechters: Marta Cabañas (ESP), Adrian Alexandrescu (ROU) |

| 4 augustus 2024 18:30 | verslag | Canada                                 | 11–20 | Nederland  | Centre aquatique olympique, Parijs Scheidsrechters: Jennifer McCall (USA), Aurélie Blanchard (FRA) |
| 4 augustus 2024 18:30 | verslag | Scores in periodes: 4–5, 2–6, 3–4, 2–5 |       |            | Centre aquatique olympique, Parijs Scheidsrechters: Jennifer McCall (USA), Aurélie Blanchard (FRA) |
| 4 augustus 2024 18:30 | verslag | Bakoc 3                                | Goals | L. Rogge 5 | Centre aquatique olympique, Parijs Scheidsrechters: Jennifer McCall (USA), Aurélie Blanchard (FRA) |

### Groep B
| Pos | Team             | Wed | W | WNS | VNS | V | GV | GT | GS  | Ptn | Kwalificatie |
| --- | ---------------- | --- | - | --- | --- | - | -- | -- | --- | --- | ------------ |
| 1   | Spanje           | 4   | 4 | 0   | 0   | 0 | 51 | 36 | +15 | 12  | Kwartfinales |
| 2   | Verenigde Staten | 4   | 3 | 0   | 0   | 1 | 53 | 27 | +26 | 9   | Kwartfinales |
| 3   | Italië           | 4   | 1 | 0   | 0   | 3 | 34 | 40 | −6  | 3   | Kwartfinales |
| 4   | Griekenland      | 4   | 1 | 0   | 0   | 3 | 33 | 41 | −8  | 3   | Kwartfinales |
| 5   | Frankrijk (G)    | 4   | 1 | 0   | 0   | 3 | 24 | 51 | −27 | 3   |              |

| 27 juli 2024 15:35 | verslag | Griekenland                            | 6–15  | Verenigde Staten | Centre aquatique olympique, Parijs Scheidsrechters: Nóra Debreceni (HUN), Frank Ohme (GER) |
| 27 juli 2024 15:35 | verslag | Scores in periodes: 0–3, 2–6, 2–3, 2–3 |       |                  | Centre aquatique olympique, Parijs Scheidsrechters: Nóra Debreceni (HUN), Frank Ohme (GER) |
| 27 juli 2024 15:35 | verslag | zes spelers 1                          | Goals | Flynn 4          | Centre aquatique olympique, Parijs Scheidsrechters: Nóra Debreceni (HUN), Frank Ohme (GER) |

| 27 juli 2024 18:30 | verslag | Spanje                                 | 15–6  | Frankrijk  | Centre aquatique olympique, Parijs Scheidsrechters: Hélène Painchaud (CAN), Zhang Liang (CHN) |
| 27 juli 2024 18:30 | verslag | Scores in periodes: 6–3, 3–1, 3–1, 3–1 |       |            | Centre aquatique olympique, Parijs Scheidsrechters: Hélène Painchaud (CAN), Zhang Liang (CHN) |
| 27 juli 2024 18:30 | verslag | Ruiz 4                                 | Goals | Dhalluin 3 | Centre aquatique olympique, Parijs Scheidsrechters: Hélène Painchaud (CAN), Zhang Liang (CHN) |

| 29 juli 2024 14:00 | verslag | Frankrijk                              | 9–8   | Italië     | Centre aquatique olympique, Parijs Scheidsrechters: Nóra Debreceni (HUN), Nicholas Hodgers (AUS) |
| 29 juli 2024 14:00 | verslag | Scores in periodes: 1–3, 3–3, 2–1, 3–1 |       |            | Centre aquatique olympique, Parijs Scheidsrechters: Nóra Debreceni (HUN), Nicholas Hodgers (AUS) |
| 29 juli 2024 14:00 | verslag | Dhalluin 3                             | Goals | Bianconi 2 | Centre aquatique olympique, Parijs Scheidsrechters: Nóra Debreceni (HUN), Nicholas Hodgers (AUS) |

| 29 juli 2024 15:35 | verslag | Verenigde Staten                       | 11–13 | Spanje  | Centre aquatique olympique, Parijs Scheidsrechters: Adrian Alexandrescu (ROU), Andrej Franulović (CRO) |
| 29 juli 2024 15:35 | verslag | Scores in periodes: 3–2, 2–4, 4–5, 2–2 |       |         | Centre aquatique olympique, Parijs Scheidsrechters: Adrian Alexandrescu (ROU), Andrej Franulović (CRO) |
| 29 juli 2024 15:35 | verslag | Raney 2                                | Goals | Ortiz 5 | Centre aquatique olympique, Parijs Scheidsrechters: Adrian Alexandrescu (ROU), Andrej Franulović (CRO) |

| 31 juli 2024 18:30 | verslag | Italië                                 | 3–10  | Verenigde Staten | Centre aquatique olympique, Parijs Scheidsrechters: Hélène Painchaud (CAN), Vojin Putniković (SRB) |
| 31 juli 2024 18:30 | verslag | Scores in periodes: 1–3, 1–3, 0–2, 1–2 |       |                  | Centre aquatique olympique, Parijs Scheidsrechters: Hélène Painchaud (CAN), Vojin Putniković (SRB) |
| 31 juli 2024 18:30 | verslag | Marletta 2                             | Goals | Musselman 3      | Centre aquatique olympique, Parijs Scheidsrechters: Hélène Painchaud (CAN), Vojin Putniković (SRB) |

| 31 juli 2024 20:05 | verslag | Spanje                                 | 10–8  | Griekenland                | Centre aquatique olympique, Parijs Scheidsrechters: Adrian Alexandrescu (ROU), Veselin Mišković (MNE) |
| 31 juli 2024 20:05 | verslag | Scores in periodes: 2–2, 3–3, 4–2, 1–1 |       |                            | Centre aquatique olympique, Parijs Scheidsrechters: Adrian Alexandrescu (ROU), Veselin Mišković (MNE) |
| 31 juli 2024 20:05 | verslag | Forca 4                                | Goals | Eleftheriadou, Plevritou 2 | Centre aquatique olympique, Parijs Scheidsrechters: Adrian Alexandrescu (ROU), Veselin Mišković (MNE) |

| 2 augustus 2024 15:35 | verslag | Griekenland                            | 8–12  | Italië     | Centre aquatique olympique, Parijs Scheidsrechters: Andrej Franulović (CRO), Nóra Debreceni (HUN) |
| 2 augustus 2024 15:35 | verslag | Scores in periodes: 3–4, 0–2, 2–2, 3–4 |       |            | Centre aquatique olympique, Parijs Scheidsrechters: Andrej Franulović (CRO), Nóra Debreceni (HUN) |
| 2 augustus 2024 15:35 | verslag | Eleftheriadou, Plevritou 3             | Goals | Palmieri 4 | Centre aquatique olympique, Parijs Scheidsrechters: Andrej Franulović (CRO), Nóra Debreceni (HUN) |

| 2 augustus 2024 18:30 | verslag | Verenigde Staten                       | 17–5  | Frankrijk | Centre aquatique olympique, Parijs Scheidsrechters: Veselin Mišković (MNE), Nicholas Hodgers (AUS) |
| 2 augustus 2024 18:30 | verslag | Scores in periodes: 3–1, 4–2, 6–2, 4–0 |       |           | Centre aquatique olympique, Parijs Scheidsrechters: Veselin Mišković (MNE), Nicholas Hodgers (AUS) |
| 2 augustus 2024 18:30 | verslag | Musselman 4                            | Goals | Hertzka 2 | Centre aquatique olympique, Parijs Scheidsrechters: Veselin Mišković (MNE), Nicholas Hodgers (AUS) |

| 4 augustus 2024 15:35 | verslag | Italië                                 | 11–13 | Spanje  | Centre aquatique olympique, Parijs Scheidsrechters: Andrej Franulović (CRO), Frank Ohme (GER) |
| 4 augustus 2024 15:35 | verslag | Scores in periodes: 0–2, 4–3, 3–4, 4–4 |       |         | Centre aquatique olympique, Parijs Scheidsrechters: Andrej Franulović (CRO), Frank Ohme (GER) |
| 4 augustus 2024 15:35 | verslag | Marletta 3                             | Goals | Espar 3 | Centre aquatique olympique, Parijs Scheidsrechters: Andrej Franulović (CRO), Frank Ohme (GER) |

| 4 augustus 2024 20:05 | verslag | Frankrijk                              | 4–11  | Griekenland         | Centre aquatique olympique, Parijs Scheidsrechters: Vojin Putniković (SRB), Veselin Mišković (MNE) |
| 4 augustus 2024 20:05 | verslag | Scores in periodes: 1–2, 2–1, 1–3, 0–5 |       |                     | Centre aquatique olympique, Parijs Scheidsrechters: Vojin Putniković (SRB), Veselin Mišković (MNE) |
| 4 augustus 2024 20:05 | verslag | Vernoux 2                              | Goals | Plevritou, Xenaki 3 | Centre aquatique olympique, Parijs Scheidsrechters: Vojin Putniković (SRB), Veselin Mišković (MNE) |

## Knock-outfase
|  | Kwartfinale      | Kwartfinale      |                  |        | Halve finale | Halve finale |  |  | Finale | Finale |
|  |                  |                  |                  |        |              |              |  |  |        |        |
|  | 6 augustus       |                  |                  |        |              |              |  |  |        |        |
|  |                  |                  |                  |        |              |              |  |  |        |        |
|  | Australië        | 9                |                  |        |              |              |  |  |        |        |
|  | Australië        | 9                | 8 augustus       |        |              |              |  |  |        |        |
|  | Griekenland      | 6                |                  |        |              |              |  |  |        |        |
|  | Griekenland      | 6                | Australië (PSO)  | 8 (6)  |              |              |  |  |        |        |
|  | 6 augustus       |                  | Australië (PSO)  | 8 (6)  |              |              |  |  |        |        |
|  |                  | Verenigde Staten | 8 (5)            |        |              |              |  |  |        |        |
|  | Hongarije        | Verenigde Staten | 8 (5)            | 4      |              |              |  |  |        |        |
|  | Hongarije        |                  | 10 augustus      | 4      |              |              |  |  |        |        |
|  | Verenigde Staten | 5                |                  |        |              |              |  |  |        |        |
|  | Verenigde Staten | 5                | Australië        | 9      |              |              |  |  |        |        |
|  | 6 augustus       |                  | Australië        | 9      |              |              |  |  |        |        |
|  |                  | Spanje           | 11               |        |              |              |  |  |        |        |
|  | Nederland        | Spanje           | 11               | 11     |              |              |  |  |        |        |
|  | Nederland        | 8 augustus       |                  | 11     |              |              |  |  |        |        |
|  | Italië           | 8                |                  |        |              |              |  |  |        |        |
|  | Italië           | 8                | Nederland        | 14 (4) |              |              |  |  |        |        |
|  | 6 augustus       |                  | Nederland        | 14 (4) |              |              |  |  |        |        |
|  |                  | Spanje (PSO)     | 14 (5)           |        | Troostfinale | Troostfinale |  |  |        |        |
|  | Canada           | Spanje (PSO)     | 14 (5)           | 8      | Troostfinale | Troostfinale |  |  |        |        |
|  | Canada           |                  | 10 augustus      | 8      |              |              |  |  |        |        |
|  | Spanje           | 18               |                  |        |              |              |  |  |        |        |
|  | Spanje           | 18               | Verenigde Staten | 10     |              |              |  |  |        |        |
|  |                  |                  |                  |        |              |              |  |  |        |        |
|  | Nederland        | 11               |                  |        |              |              |  |  |        |        |
|  | Nederland        | 11               |                  |        |              |              |  |  |        |        |

Westrijdschema voor de plaatsen 5 t/m 8
|  | Halve finales plaatsen 5–8 | Halve finales plaatsen 5–8 |                |        | Vijfde plaats | Vijfde plaats |
|  |                            |                            |                |        |               |               |
|  | 8 augustus                 |                            |                |        |               |               |
|  |                            |                            |                |        |               |               |
|  | Griekenland                | 9                          |                |        |               |               |
|  | Griekenland                | 9                          | 10 augustus    |        |               |               |
|  | Hongarije                  | 12                         |                |        |               |               |
|  | Hongarije                  | 12                         | Hongarije      | 11 (4) |               |               |
|  | 8 augustus                 |                            | Hongarije      | 11 (4) |               |               |
|  |                            | Italië                     | 11 (1)         |        |               |               |
|  | Italië                     | Italië                     | 11 (1)         | 10     |               |               |
|  | Italië                     |                            |                | 10     |               |               |
|  | Canada                     | 5                          |                |        |               |               |
|  | Canada                     | 5                          | Zevende plaats |        |               |               |
|  |                            |                            |                |        |               |               |
|  | 10 augustus                |                            |                |        |               |               |
|  |                            |                            |                |        |               |               |
|  | Griekenland                | 19                         |                |        |               |               |
|  | Griekenland                | 19                         |                |        |               |               |
|  | Canada                     | 10                         |                |        |               |               |

### Kwartfinales
| 6 augustus 2024 14:00 | verslag | Canada                                 | 8–18  | Spanje | Paris La Défense Arena, Parijs Scheidsrechters: Aurely Blanchard (FRA), Natalia Markopoulou (GRE) |
| 6 augustus 2024 14:00 | verslag | Scores in periodes: 1–6, 3–4, 0–3, 4–5 |       |        | Paris La Défense Arena, Parijs Scheidsrechters: Aurely Blanchard (FRA), Natalia Markopoulou (GRE) |
| 6 augustus 2024 14:00 | verslag | Bakoc 5                                | Goals | Ruiz 4 | Paris La Défense Arena, Parijs Scheidsrechters: Aurely Blanchard (FRA), Natalia Markopoulou (GRE) |

| 6 augustus 2024 15:35 | verslag | Nederland                              | 11–8  | Italië     | Paris La Défense Arena, Parijs Scheidsrechters: Jennifer McCall (USA), Nóra Debreceni (HUN) |
| 6 augustus 2024 15:35 | verslag | Scores in periodes: 2–2, 3–2, 1–1, 5–3 |       |            | Paris La Défense Arena, Parijs Scheidsrechters: Jennifer McCall (USA), Nóra Debreceni (HUN) |
| 6 augustus 2024 15:35 | verslag | vier spelers 2                         | Goals | Marletta 3 | Paris La Défense Arena, Parijs Scheidsrechters: Jennifer McCall (USA), Nóra Debreceni (HUN) |

| 6 augustus 2024 19:00 | verslag | Australië                              | 9–6   | Griekenland | Paris La Défense Arena, Parijs Scheidsrechters: Alessia Ferrari (ITA), Sébastien Dervieux (FRA) |
| 6 augustus 2024 19:00 | verslag | Scores in periodes: 1–0, 3–3, 2–1, 3–2 |       |             | Paris La Défense Arena, Parijs Scheidsrechters: Alessia Ferrari (ITA), Sébastien Dervieux (FRA) |
| 6 augustus 2024 19:00 | verslag | Williams 5                             | Goals | Xenaki 2    | Paris La Défense Arena, Parijs Scheidsrechters: Alessia Ferrari (ITA), Sébastien Dervieux (FRA) |

| 6 augustus 2024 20:35 | verslag | Hongarije                              | 4–5   | Verenigde Staten | Paris La Défense Arena, Parijs Scheidsrechters: Vojin Putniković (SRB), Zhang Liang (CHN) |
| 6 augustus 2024 20:35 | verslag | Scores in periodes: 2–1, 0–2, 2–1, 0–1 |       |                  | Paris La Défense Arena, Parijs Scheidsrechters: Vojin Putniković (SRB), Zhang Liang (CHN) |
| 6 augustus 2024 20:35 | verslag | vier spelers 1                         | Goals | Steffens 2       | Paris La Défense Arena, Parijs Scheidsrechters: Vojin Putniković (SRB), Zhang Liang (CHN) |

### Halve finales
| 8 augustus 2024 14:35 | verslag | Nederland                                         | 18–19 | Spanje  | Paris La Défense Arena, Parijs Scheidsrechters: Boris Margeta (SLO), Alessia Ferrari (ITA) |
| 8 augustus 2024 14:35 | verslag | Scores in periodes: 1–6, 4–4, 6–1, 3–3 . PSO: 4–5 |       |         | Paris La Défense Arena, Parijs Scheidsrechters: Boris Margeta (SLO), Alessia Ferrari (ITA) |
| 8 augustus 2024 14:35 | verslag | Van de Kraats 4                                   | Goals | Forca 5 | Paris La Défense Arena, Parijs Scheidsrechters: Boris Margeta (SLO), Alessia Ferrari (ITA) |

| 8 augustus 2024 19:35 | verslag | Australië                                         | 14–13 | Verenigde Staten   | Paris La Défense Arena, Parijs Scheidsrechters: Georgios Stavridis (GRE), Tamás Kovács (HUN) |
| 8 augustus 2024 19:35 | verslag | Scores in periodes: 1–2, 1–3, 4–2, 2–1 . PSO: 6–5 |       |                    | Paris La Défense Arena, Parijs Scheidsrechters: Georgios Stavridis (GRE), Tamás Kovács (HUN) |
| 8 augustus 2024 19:35 | verslag | Andrews 4                                         | Goals | Flynn, Musselman 2 | Paris La Défense Arena, Parijs Scheidsrechters: Georgios Stavridis (GRE), Tamás Kovács (HUN) |

### Troostfinale
| 10 augustus 2024 10:35 | verslag | Verenigde Staten                       | 10–11 | Nederland       | Paris La Défense Arena, Parijs Scheidsrechters: Marta Cabañas (ESP), Rafaele Colombo (ITA) |
| 10 augustus 2024 10:35 | verslag | Scores in periodes: 3–2, 4–1, 2–3, 1–5 |       |                 | Paris La Défense Arena, Parijs Scheidsrechters: Marta Cabañas (ESP), Rafaele Colombo (ITA) |
| 10 augustus 2024 10:35 | verslag | drie spelers 2                         | Goals | Van der Sloot 6 | Paris La Défense Arena, Parijs Scheidsrechters: Marta Cabañas (ESP), Rafaele Colombo (ITA) |

### Finale
| 10 augustus 2024 15:35 |                                        | Australië | –       | Spanje | Paris La Défense Arena, Parijs Scheidsrechters: Nóra Debreceni (HUN), Andrej Franulović (CRO) |
| 10 augustus 2024 15:35 | Scores in periodes: 2–2, 0–1, 3–4, 4–4 |           |         |        | Paris La Défense Arena, Parijs Scheidsrechters: Nóra Debreceni (HUN), Andrej Franulović (CRO) |
| 10 augustus 2024 15:35 | Williams 5                             | Goals     | Ortiz 4 |        | Paris La Défense Arena, Parijs Scheidsrechters: Nóra Debreceni (HUN), Andrej Franulović (CRO) |

## Eindrangschikking
| Rang   | Team             |
| ------ | ---------------- |
| Goud   | Spanje           |
| Zilver | Australië        |
| Brons  | Nederland        |
| 4      | Verenigde Staten |
| 5      | Hongarije        |
| 6      | Italië           |
| 7      | Griekenland      |
| 8      | Canada           |
| 9      | Frankrijk        |
| 10     | China            |

| Onderdeel                 | Goud | Zilver | Brons |
| ------------------------- | --- | --- | --- |
| Waterpolotoernooi vrouwen | Spanje Paula Camus Paula Crespí Anni Espar Laura Ester Judith Forca Maica García Godoy Paula Leitón Beatriz Ortiz Pili Peña Nona Pérez Isabel Piralkova Elena Ruiz Martina TerréCoach: Miguel Ángel Oca | Australië Abby Andrews Charlize Andrews Zoe Arancini Elle Armit Keesja Gofers Sienna Green Bronte Halligan Sienna Hearn Danijela Jackovich Matilda Kearns Genevieve Longman Gabriella Palm Alice WilliamsCoach: Rebecca Rippon | Nederland Laura Aarts Sarah Buis Kitty-Lynn Joustra Maartje Keuning Lola Moolhuijzen Bente Rogge Lieke Rogge Vivian Sevenich Brigitte Sleeking Nina ten Broek Simone van de Kraats Sabrina van der Sloot Iris WolvesCoach: Evangelos Doudesis |

Atletiek · Badminton · Basketbal · Boksen · Boogschieten · Breaking · Gewichtheffen · Golf · Gymnastiek · Handbal · Hockey · Judo · Kanovaren · Klimsport · Moderne vijfkamp · Paardensport · Roeien · Rugby · Schermen · Schietsport · Schoonspringen · Skateboarden  · Surfen · Synchroonzwemmen · Taekwondo · Tafeltennis · Tennis · Triatlon · Voetbal · Volleybal · Waterpolo · Wielersport · Worstelen · Zeilen · Zwemmen
Parijs 1900 · 
St. Louis 1904 · 
Londen 1908 · 
Stockholm 1912 · 
Antwerpen 1920 · 
Parijs 1924 · 
Amsterdam 1928 · 
Los Angeles 1932 · 
Berlijn 1936 · 
Londen 1948 · 
Helsinki 1952 · 
Melbourne 1956 · 
Rome 1960 · 
Tokio 1964 · 
Mexico-stad 1968 · 
München 1972 · 
Montréal 1976 · 
Moskou 1980 · 
Los Angeles 1984 · 
Seoel 1988 · 
Barcelona 1992 · 
Atlanta 1996 · 
Sydney 2000 · 
Athene 2004 · 
Peking 2008 · 
Londen 2012 · 
Rio de Janeiro 2016 · 
Tokio 2020 · 
Parijs 2024 · 
Los Angeles 2028
Medaillewinnaars